# Freyja Prentice
Freyja Prentice, née le 20 mai 1990 est une athlète britannique.

## Palmarès
| Discipline/Année                         | 2009 | 2010 | 2011 | 2012 | 2013 | 2014 | 2015 |
| ---------------------------------------- | ---- | ---- | ---- | ---- | ---- | ---- | ---- |
| Jeux olympiques Individuel               | -    | -    | -    | -    | -    | -    | -    |
| Championnats du monde seniors Individuel | 15e  | 9e   | 16e  | 16e  | 15e  | 19e  | -    |
| Championnats du monde seniors Équipe     | 2e   | -    | -    | -    | -    | -    | -    |
| Championnats du monde seniors Relais     | -    | -    | 5e   | -    | 4e   | -    | -    |
| Coupe du monde seniors Individuel        | -    | -    | -    | -    | -    | -    | -    |
| Championnats d'Europe seniors Individuel | -    | -    | 8e   | 8e   | 4e   | 9e   | -    |
| Championnats d'Europe seniors Équipe     | -    | -    | -    | -    | -    | -    | -    |
| Championnats d'Europe seniors Relais     | -    | -    | 8e   | 3e   | -    | -    | -    |

Ce palmarès n'est pas complet